# ブルマー

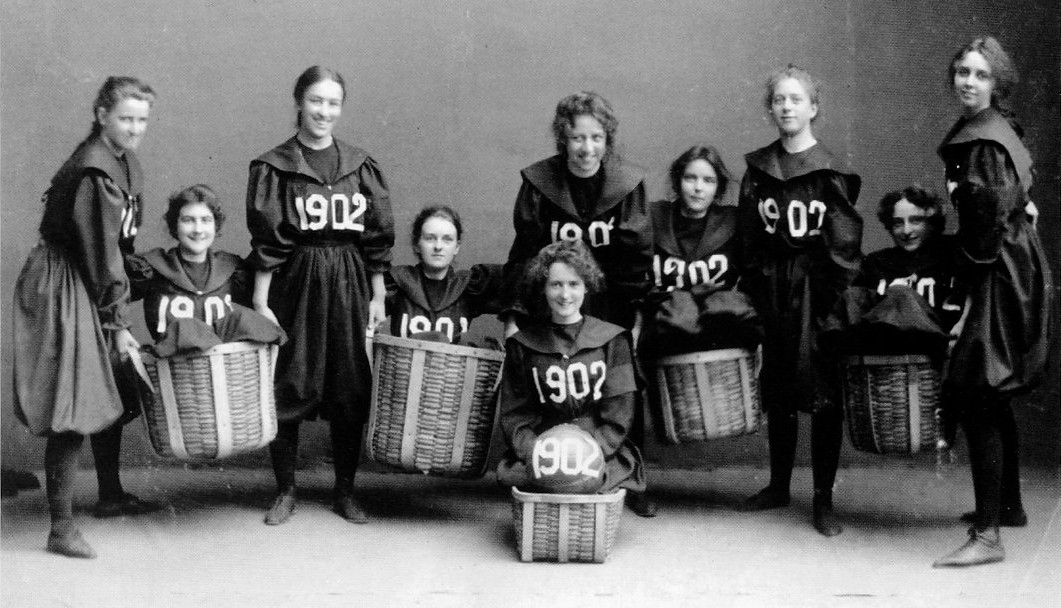
ブルーマーを穿いたスミス大学バスケットボールチームのメンバーたち。1902年に撮影された初期の形のブルマー。

ブルマー (bloomers) は、女性が運動などを行う際に下半身に着用する衣類、ショートパンツの一種。ブルマあるいはブルーマ、ブルーマーとも呼ぶ。
20世紀に世界的に広く普及した。
日本では、学校教育で体育の授業の運動時に女子の体操着として広く用いられていたが、最終的に主流となったニットブルマーは、1992年以降採用されなくなった（理由は後述）。女子バレーボールや陸上競技の選手が試合や練習で穿くユニフォームパンツもあり、用途に応じてバレーブルマー、バレーショーツ、陸上ブルマー、レーシングショーツと呼ぶこともある。

## 起源
ブルマーは、19世紀中頃、コルセットで腹を締めるような当時の下着に反発した女性解放運動家エリザベス・スミス・ミラーによって、自由度が高くゆとりのある下着として考案された。これは旧弊な拘束型衣服からの女性衣服の転換という革新的なものであった。
「ブルマー」の名前の由来には諸説あるが、ミラーの発案を「リリー」誌上で紹介した女性解放運動家アメリア・ジェンクス・ブルーマーに由来する説が有力である。ブルーマー（Bloomer）という姓の語源は古英語で鉄工という意味から来ている。
女性解放運動家はこのブルマーで講演活動を行ったが、その姿は嘲笑の的となり、一時廃れてしまう。しかし20世紀に入り、自転車、テニス、乗馬などのスポーツを女性が楽しむようになると、ブルマーは運動着として着られるようになった。
当時は女性用の適当な運動着はなく、この発明は極めて画期的なものであった。この頃のブルマーはニッカーボッカーズボンのようにだぶつきがあり、膝あたりまで丈があった。また、別の説では乗馬用のズボンが変形したものともいう。

## 日本における普及と衰退

### ブルマーの導入

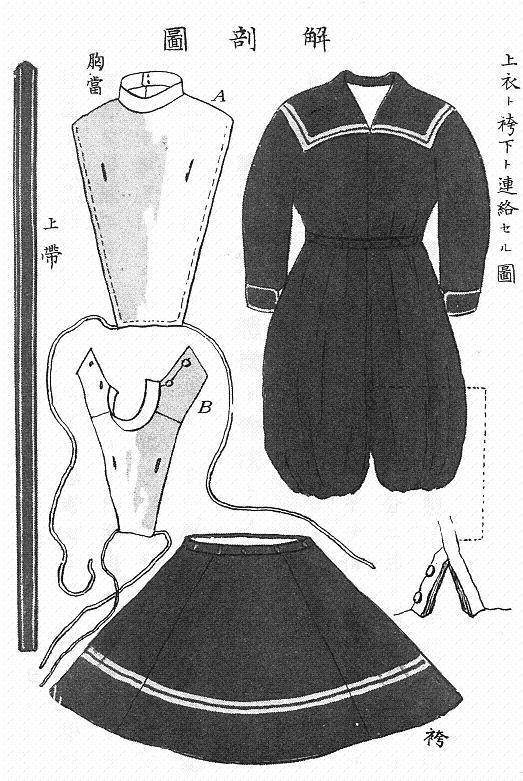
井口阿くりが考案したブルマーを用いた運動服。

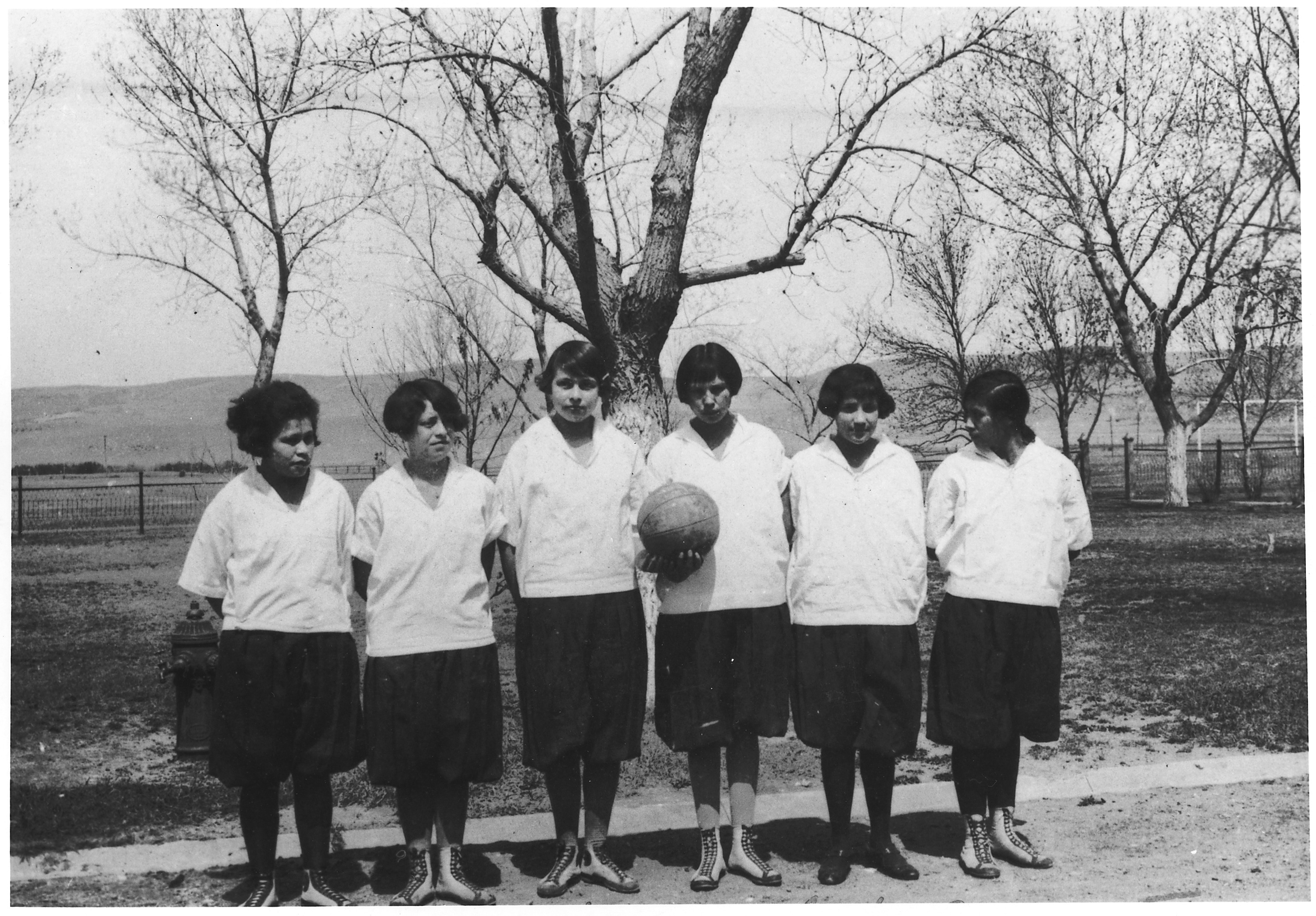
初期の女性バスケット・チーム（1925-1926年、奈良）

陸上競技、バレーボール練習用のブルマー

明治時代、女子高等師範学校（現お茶の水女子大学）などで女子体育の指導が始まったが、服装は男袴や着流しであった。1885年（明治18年）、学校から体操時は袴と靴を着用するよう命令が出ている。女子高等師範学校では、留学先のアメリカから井口阿くりが持ち帰ったブルマーが体操着として1903年に最初に紹介され、大正末期から昭和初期にかけて女学校で採用されるようになった。
当初、ブルマーは膝下まであるニッカボッカのようなスタイルだったが、次第に丈が短くなり、いわゆる「ちょうちんブルマー」が1960年代半ばまで主流となる。

### ちょうちん型から密着型へ

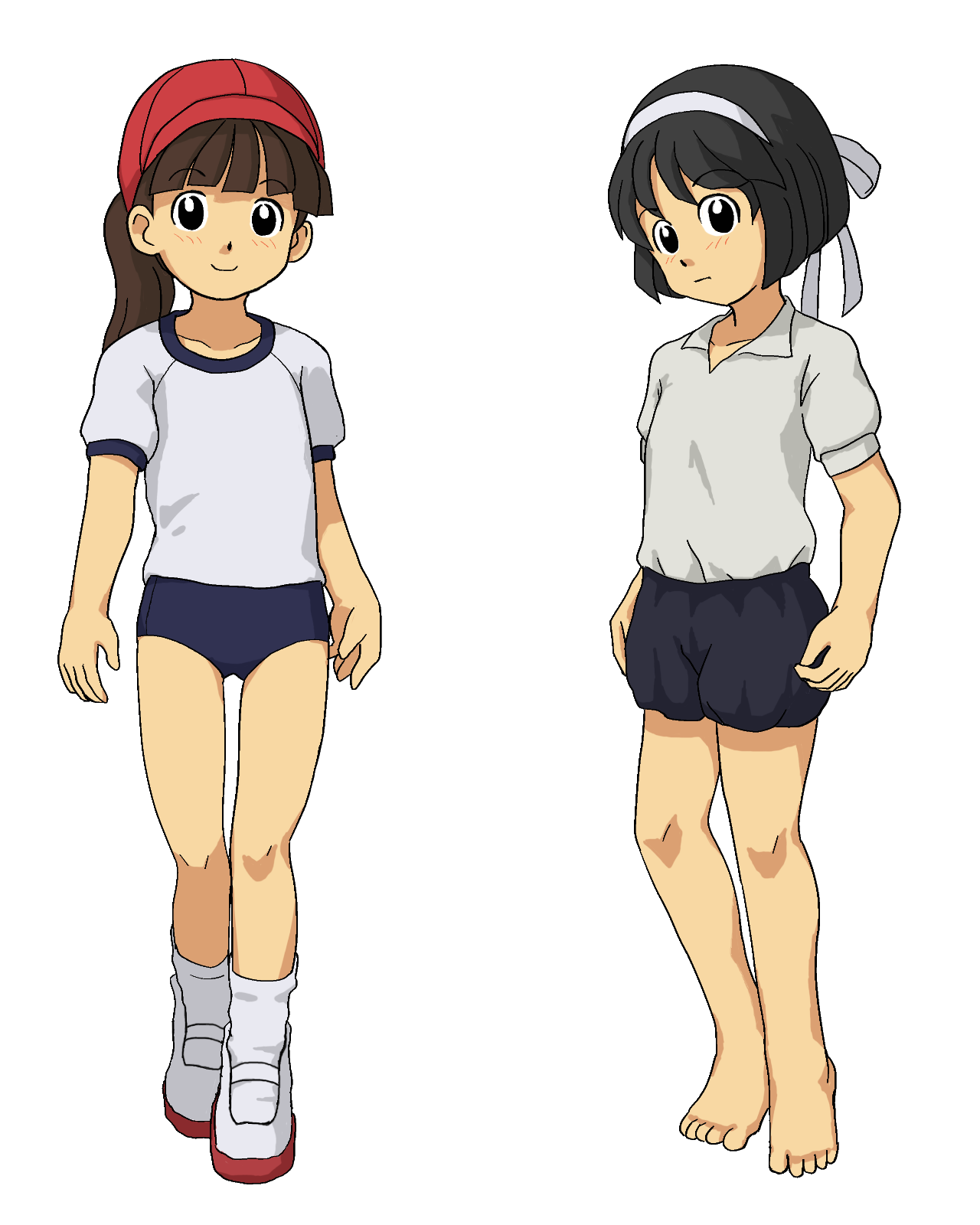
左は1960年代後半になって登場した密着型ブルマー。右はいわゆる「ちょうちんブルマー」と呼ばれる旧タイプ。

1960年代後半から織物製のちょうちん型に代わって、合繊ニットの密着型ブルマーが女子体操着として急速に普及した。1965年までは12%ほどだったが、その後5年間で50%に到達、70年代前半の間に76%にまで広がっている。
普及のきっかけは、東京オリンピックで日本が金メダルを獲得した女子バレーボールとされる。日本チームは体にフィットしたブルマーだったが、ソビエトやポーランドの女子チームはさらにぴったりしたブルマーをユニフォームとしていたのが注目された。また、ミニスカートの流行やナプキンの技術革新によって、体の線を出すことに抵抗がなくなった若い女性たちに、国内メーカーが密着型ブルマーを売り出したことにより広まったと言われる。

### 密着型ブルマーの普及
一方で『ブルマーの謎〈女子の身体〉と戦後日本』（青弓社）の著者の山本雄二は、当時のバレーボール日本代表選手たちが密着型ブルマーを下着のようで恥ずかしいと断ったという証言から、バレーボール普及説を否定している。
上記の山本によれば、戦後、文部省が作成した「新教育指針」により学生スポーツは勝利至上主義的な指導をとりやめ、全国規模での大会が禁止となったが、その結果、東京オリンピックでの成績は惨憺たるものとなった。その後、文部省は全国大会を容認。中学体育連盟（中体連）は多くのスポーツ全国大会を主催することになったが、資金難に苦しむようになる。そこで中体連は制服メーカーの商品に推薦を与えるかわりに、資金援助をしてもらうようになった。
1966年、菅公学生服（当時は尾崎商事）は全国中学校体育振興会（中体連の指定機関）から体育衣料指定メーカーとして全国唯一の推薦指定を受ける。山本はこれが密着型ブルマーの普及時期と一致しており、メーカーが推薦指定をセールスポイントに学校に営業をかけ、急速な普及につながったと推測している。
静岡県の清水市立飯田小学校（現・静岡市立清水飯田小学校）では1972年ごろ、男子の体操服にもブルマーが採用されていた（極端に丈の短いショートパンツだったという当事者等からの証言もある）が、直ぐにショートパンツに切り替わったとの学生服店のオーナー等の関係者からの証言がある。

### 反対運動と衰退
思春期の少女にとっては、足の付け根まで露出し、「体形が丸見え」「下着同然」密着型ブルマーは非常に不評であった。1987年、名古屋西高校で女子生徒の体操着として新たにブルマーを導入したところ、生徒による反対運動が起こった。1988年、朝日新聞で女子中高生がブルマーに反対する投書が掲載された。
1990年代に入ると、それまでは一部のマニアのものであったブルセラ趣味が商業的に展開され、女子生徒から着用済みのブルマーやセーラー服などを買取り販売するブルセラショップが誕生した。ブルマーが性的好奇心の対象として一般に認知されるようになると、運動会などの学校行事でブルマー姿の女子生徒を盗撮したり、校舎に侵入してブルマーを窃盗し逮捕されるなど不審者による事件が相次ぎ、社会問題として取り上げられるようになっていった。
1993年11月22日付朝日新聞はシンガポール日本人学校中等部でのブルマー統一問題を報じている。新任の保健体育教師がそれまで自由だった体操着を日本のブルマーに統一し、それ以外の体操着着用を禁止したところ、生徒から「太ももの上部まで見え、校外マラソンの際、通行人にじっと見られる」との苦情が寄せられた。この記事に対し、学校側の姿勢に批判的な投書があいつぎ、他紙でもブルマーの問題を取り上げるようになる。
1989年に新語・流行語大賞にもなったセクハラの概念も後押しとなり、密着型ブルマーはハーフパンツやジャージーに移行していき、教育現場から一部を除いてほぼ使用されなくなった。東京女子体育大学・掛水通子教授によると、「1992年以降一気に消滅していきました」という発言がある。最終的には2000年代にほぼ消滅し、現在では学校教育の場で使用されることはなくなった。

### 参考画像
下記はブルマーの最終型であるニットブルマーの参考画像である。

ローカット　ブルマー
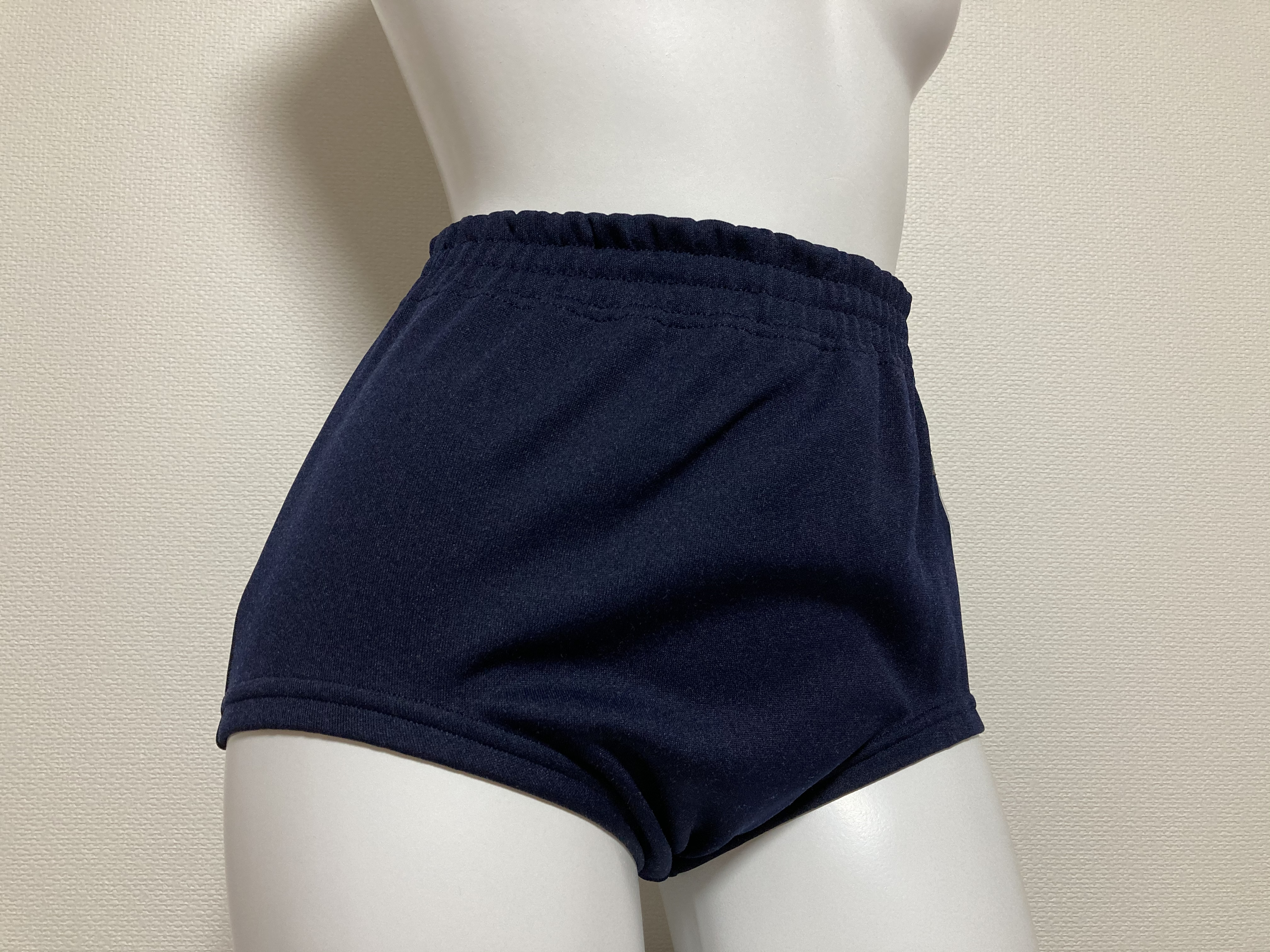
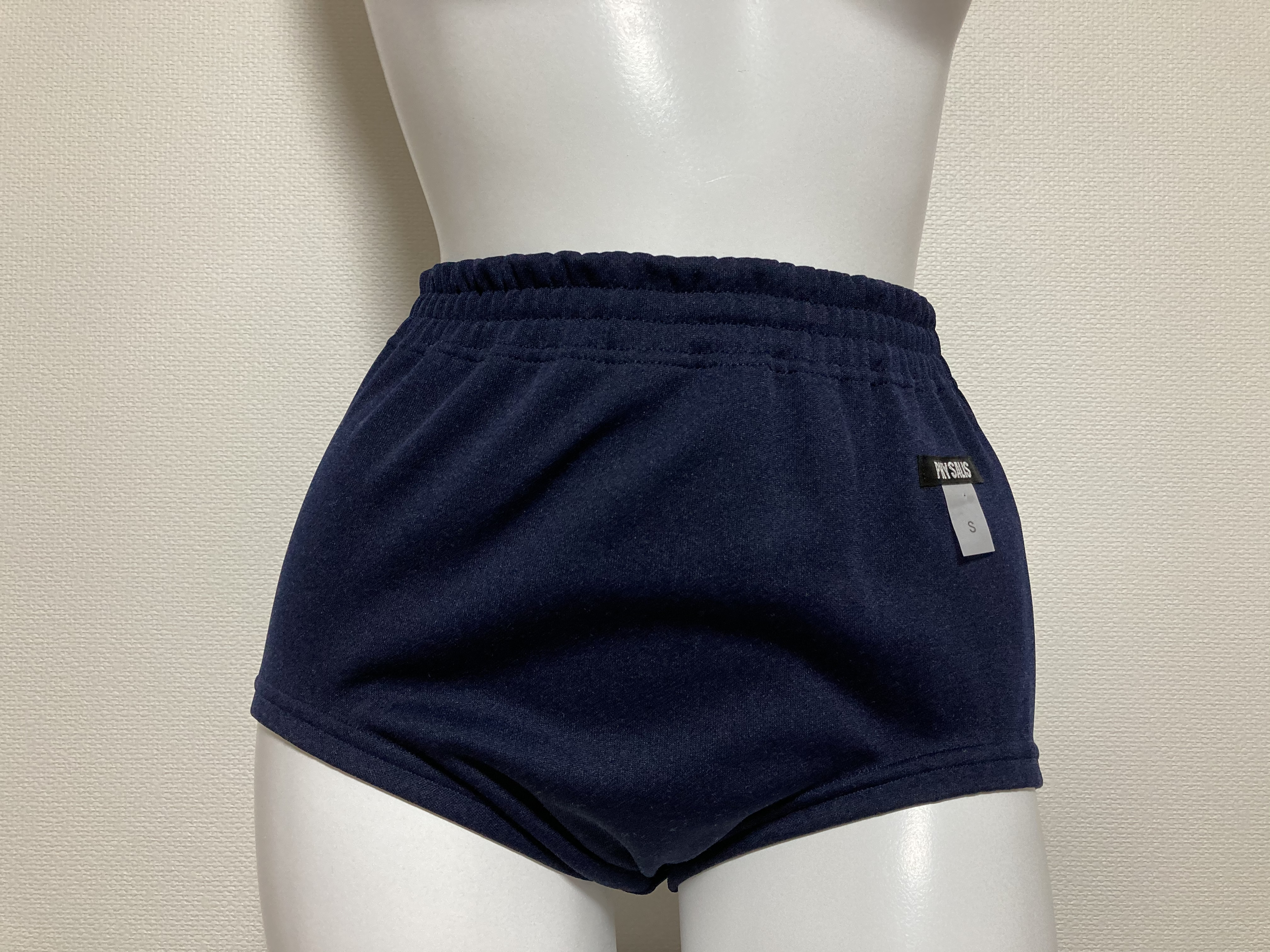
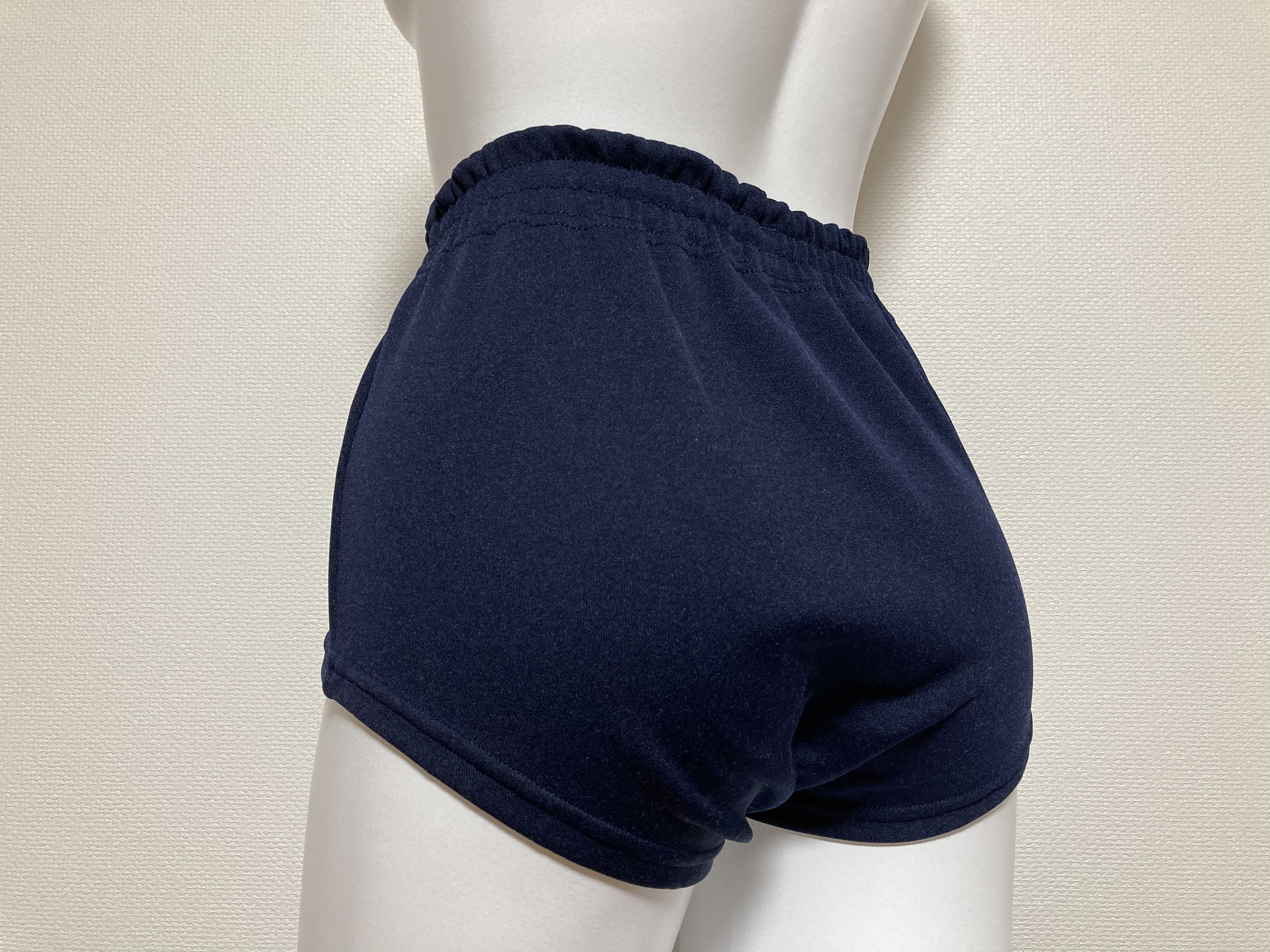
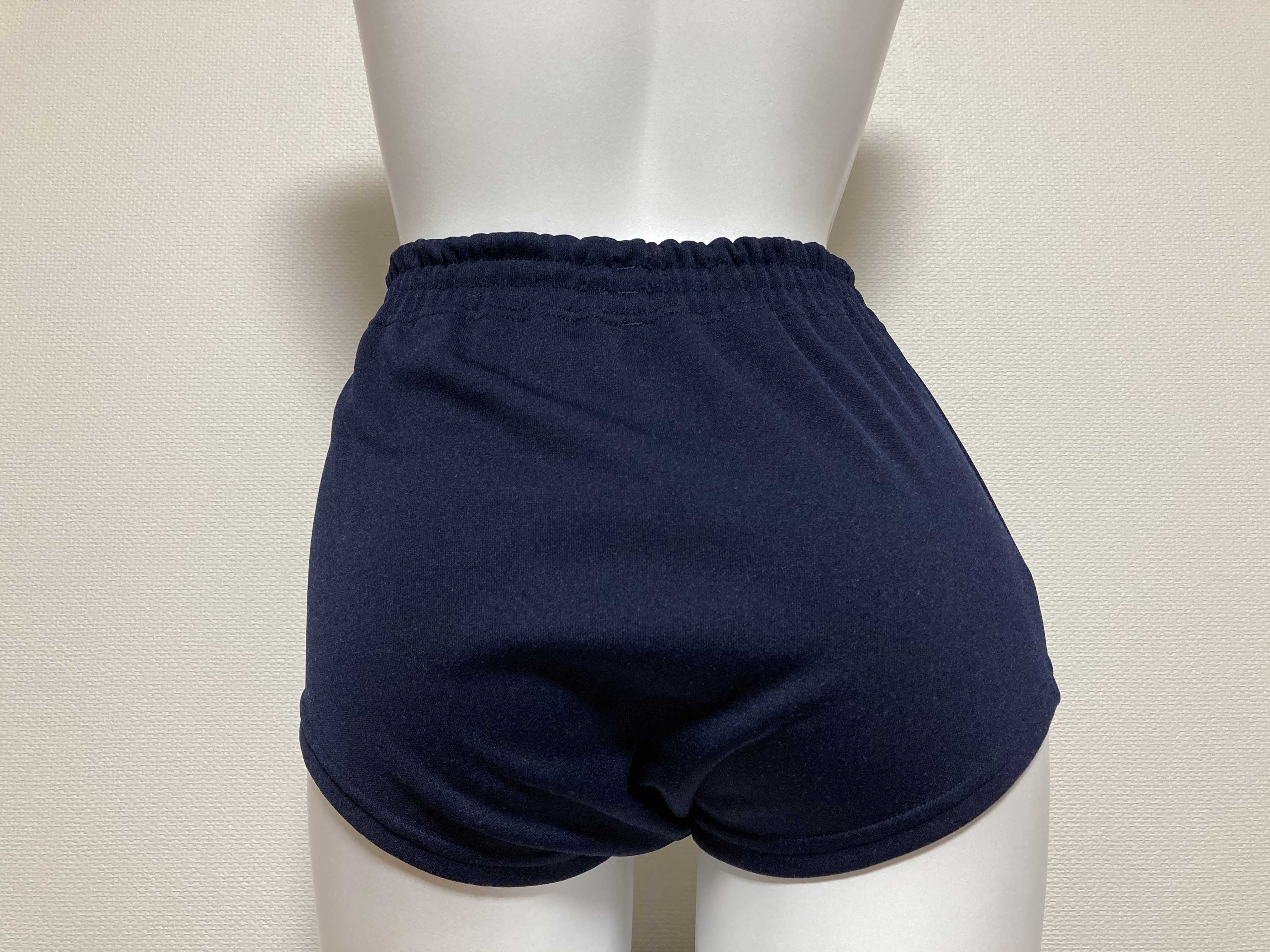

ハイカット　ブルマー
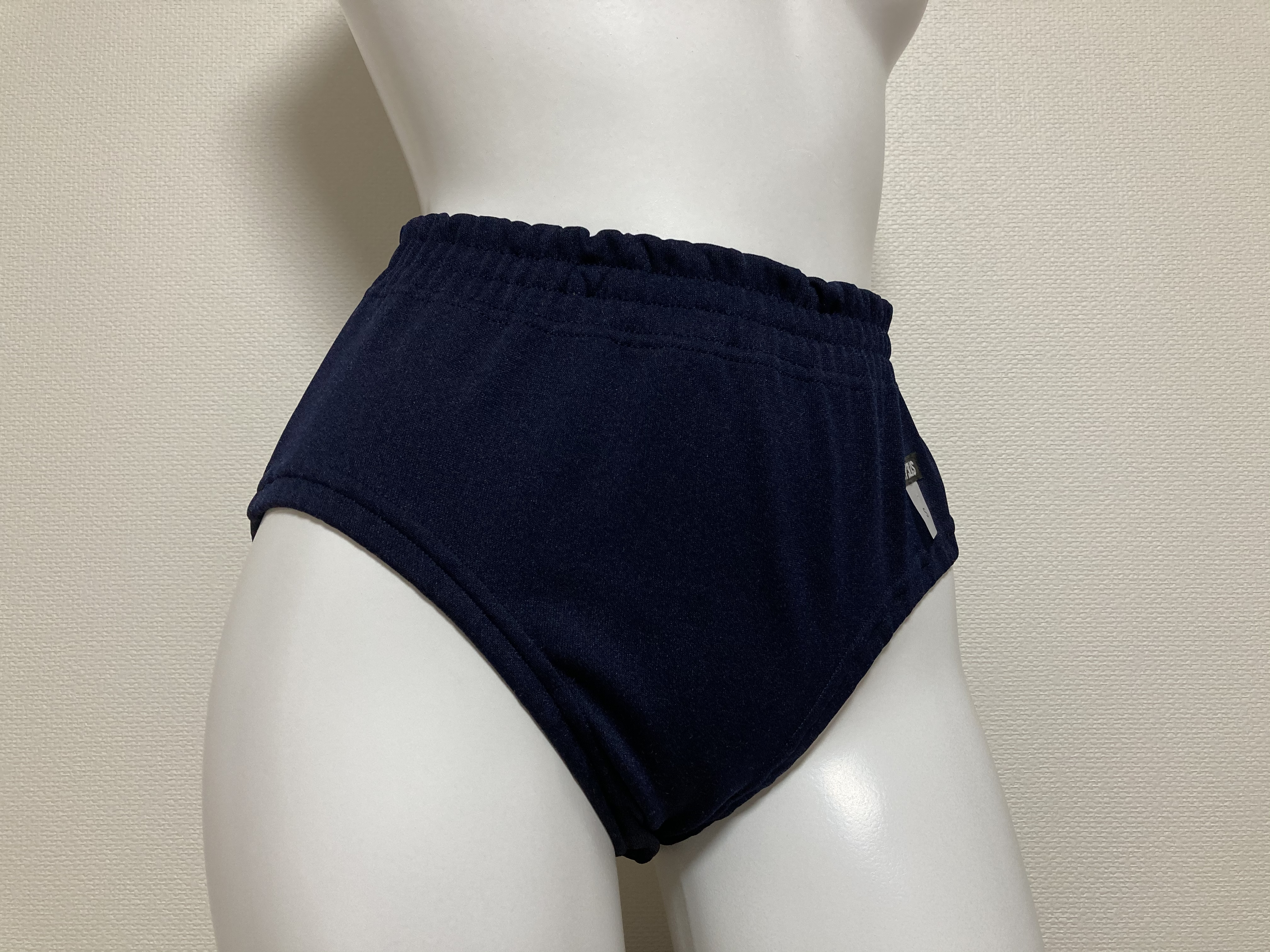
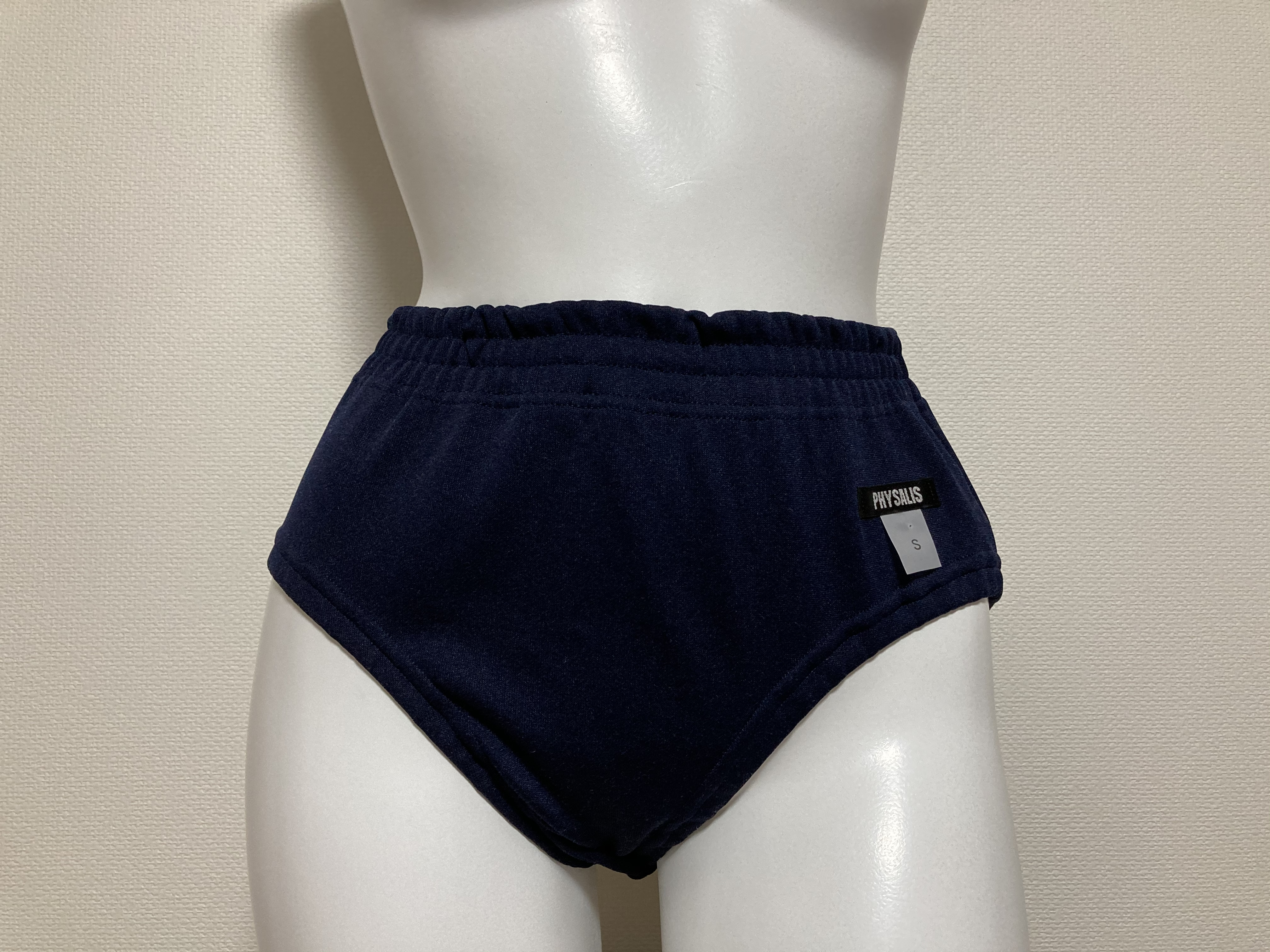
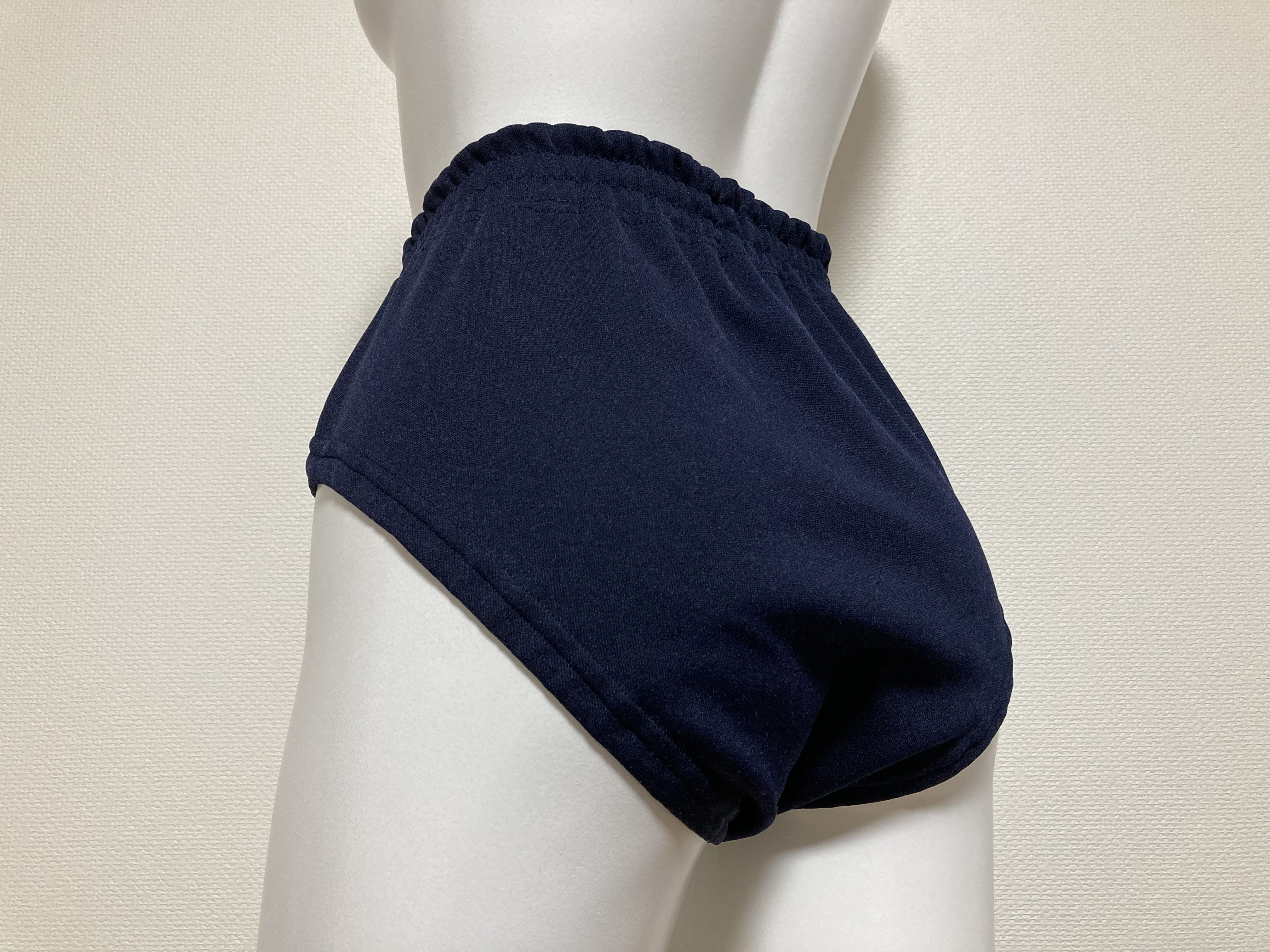
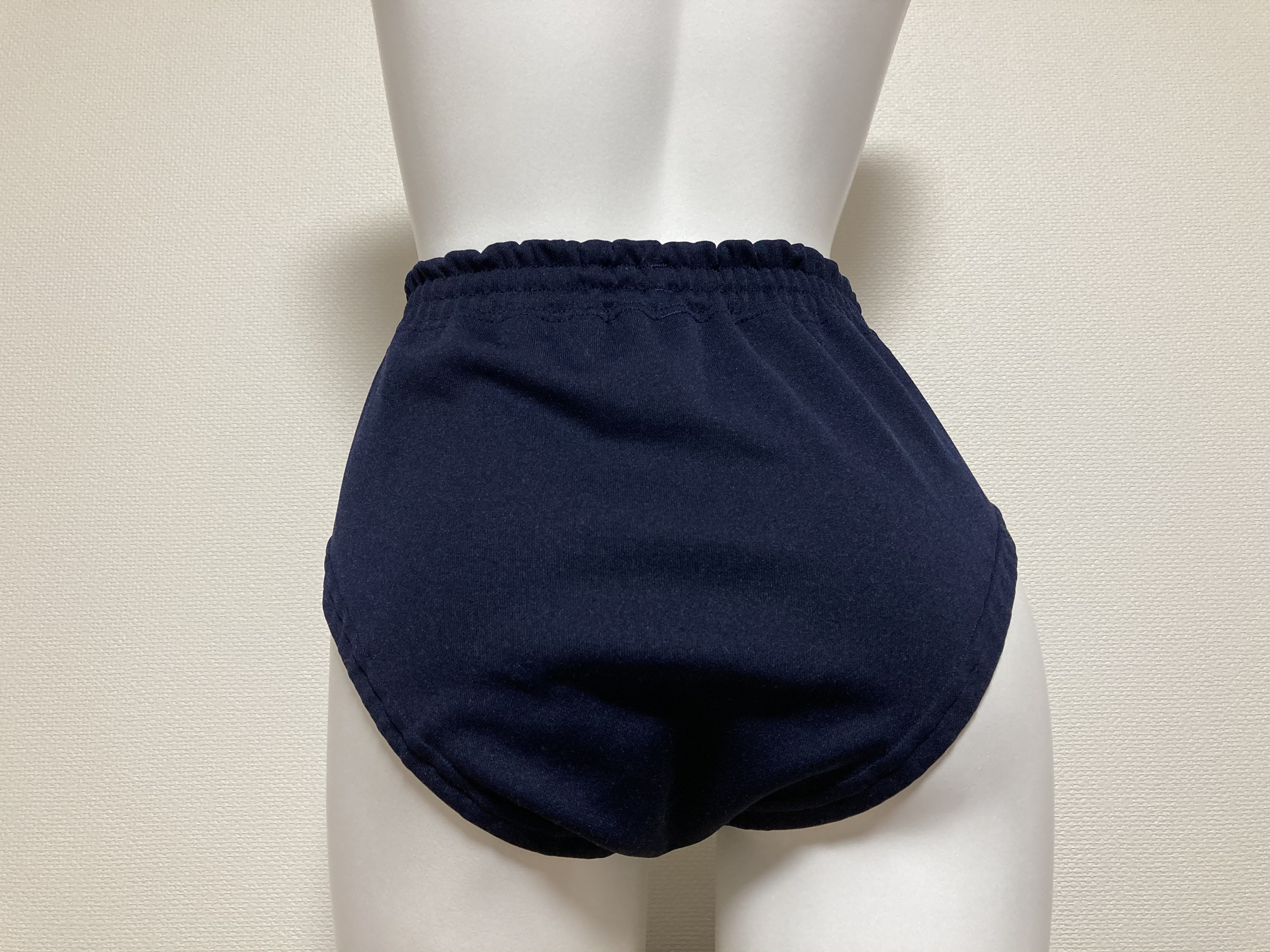

## 文化

### 性的フェティシズムの対象として
前述の経緯から現実の校庭からは消え失せたブルマーだが、かつてブルマーが現役だった世代を中心に性的興味の対象として熱狂的なマニアが存在するほか、男性向け作品のフィクションの中では萌え属性としてひとつのジャンルを形成している。そういった作品ではあえて女性（美少女）キャラクターにブルマーを着用させ、ブルマーに対するフェティシズムを押し出し「ブルマー物」とも呼ばれる。学園物の成年コミックやアダルトゲームが多いが、場合によっては全年齢対象の作品も存在する。
2019年公開の一般向け実写映画「惡の華」にも、性倒錯を印象付けるシーンとして男子によるブルマー着用シーンが登場したことがある。この映画は時代考証に忠実で中学生編の時代設定を2005年度以前としている。
また、現在でもコスチュームショップやブルセラショップといった販売店で、マニア向けのフェティシズム対象物として取扱われている。